# Naves (Corrèze)
Naves è un comune francese di 2 557 abitanti situato nel dipartimento del Corrèze della regione della Nuova Aquitania.

## Geografia fisica
La cittadina di Naves è attraversata dal Corrèze, dal Solane, dalla Vigne, dal Vimbelle e dal Céronne ed è divisa in quattro valli che arrivano fino alle creste delle loro colline: la valle del Corrèze - Vimbelle, la valle del Vigne, la valle del Solane e la valle del Céronne.

## Storia
Situato al bivio della strada romana che collegava la Provenza all'Armorica e Lione a Bordeaux, Naves (dal latino Navea, valle fertile) venne fondata nell'epoca gallo-romana. In quell'epoca il villaggio comprendeva anche dei templi, un teatro e molti altri monumenti.
Nel VI secolo la città si sviluppò in seguito all'abbandono del sito di Tintignac, organizzato attorno a un castello e che oggi rimane l'unica chiesa.

## Monumenti e luoghi d'interesse
- Il retablo della chiesa di Naves del XIV secolo (classificato come monumento storico).
- Il sito archeologico di Tintignac-Naves.
- Il viadotto del Paese di Tulle, alto 150 m (area di riposo ed osservazione dopo aver lasciato la città).

## Società

### Evoluzione demografica
Abitanti censiti